# Pożary w Sanoku (1872)

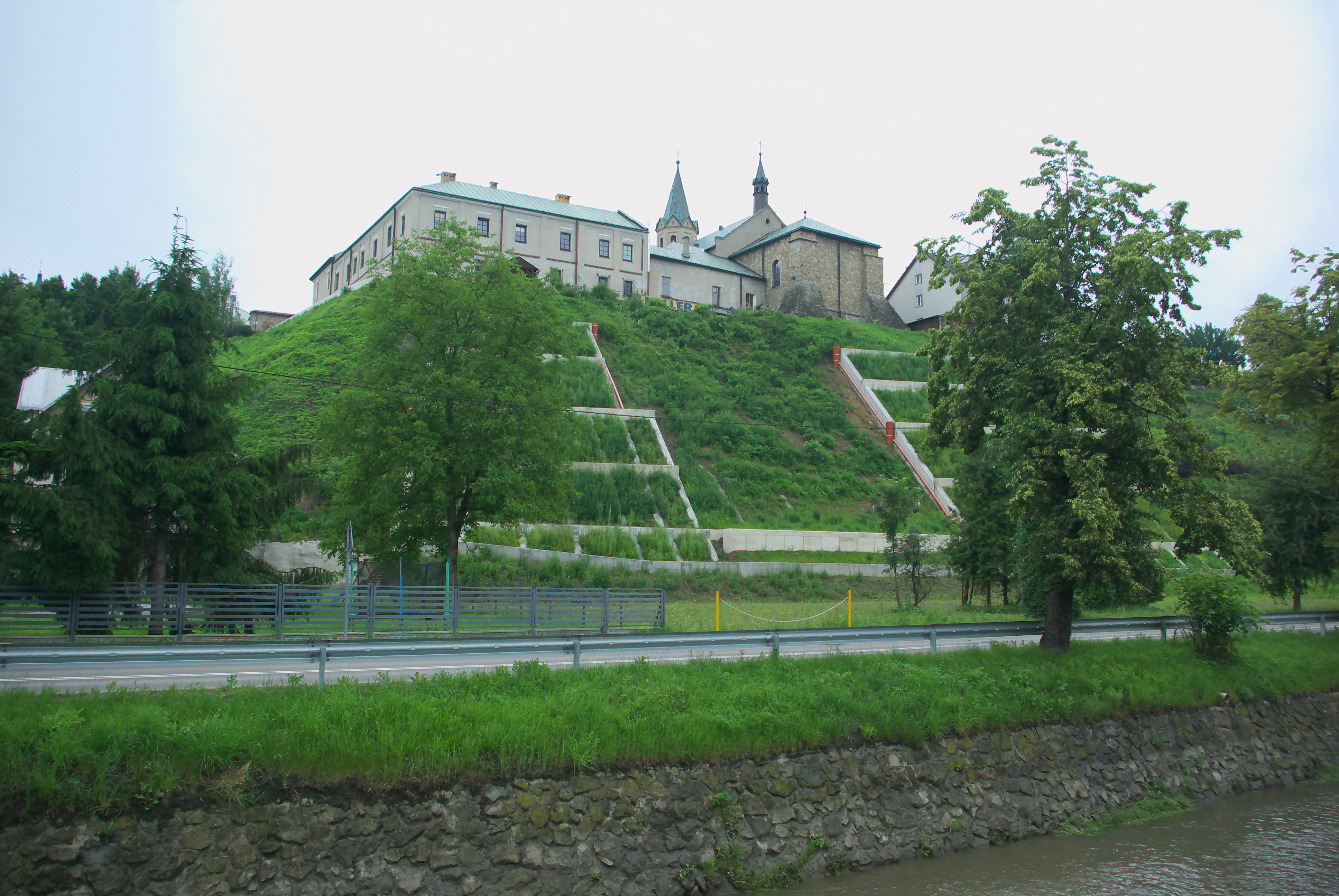
Kościół i klasztor franciszkanów w Sanoku (2020): U dołu ulica Podgórze i Potok Płowiecki

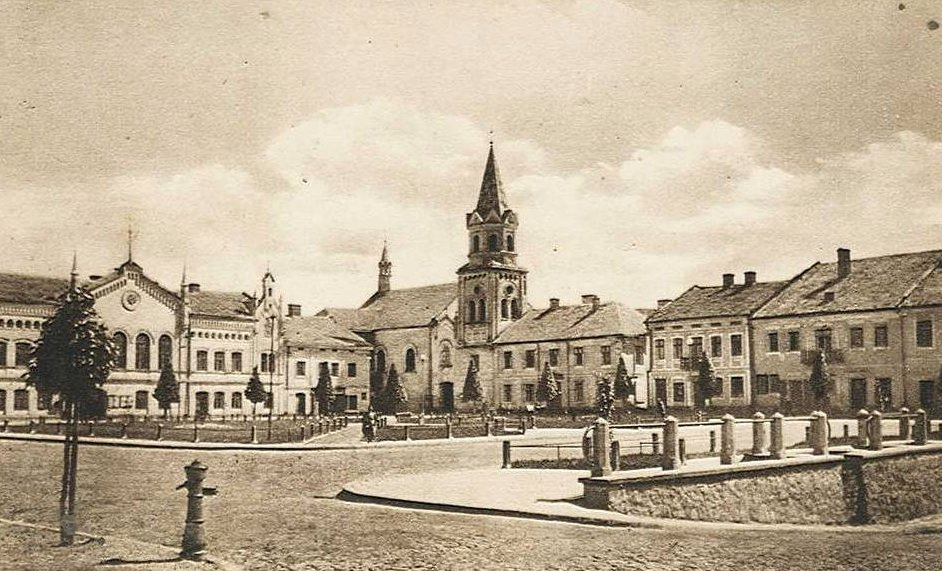
Południowo-wschodni narożnik rynku w Sanoku z kościołem franciszkanów (1910)

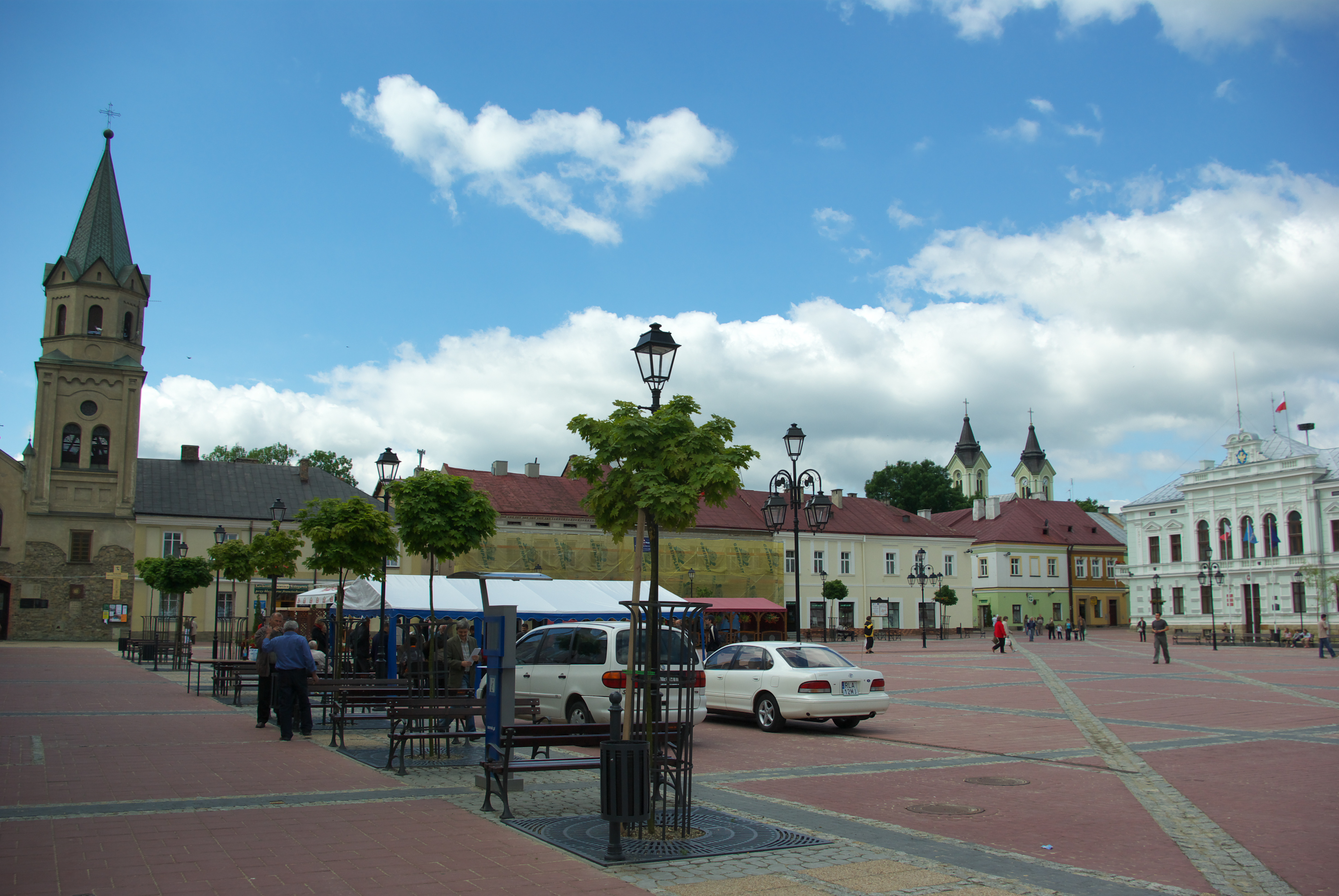
Południowa pierzeja sanockiego rynku (2009)

Pożary w Sanoku w 1872.

## Pierwszy pożar
W czwartek 9 maja 1872 wieczorem z okazji święta Wniebowstąpienia Pańskiego w restauracji Leona Tarnawskiego na Podgórzu nad Potokiem Płowieckim bawili się włoscy robotnicy, którzy na co dzień byli pracownikami przy kolei w pobliskim Zagórzu. Według relacji, podczas gry w karty wynikła między nimi sprzeczka oraz bójka, zaś od przewróconej lampy naftowej wzniecił się pożar, który wybuchł około północy. Ogień zajął pomieszczenia restauracji, po czym szybko zajął cały drewniany budynek, zaś sami robotnicy zbiegli. W tym okresie w okolicy panowała susza. Kawałek żagwi był niesiony przez wiatr ku górze powyżej skarpy i opadł na jesion, leżący obok kościoła i klasztoru Franciszkanów. Po kilkunastu minutach iskry przeniosły się na kościół oraz dalej na przylegający klasztor, które pokryte gontem, także stanęły w płomieniach. Pomimo zapału ludności do gaszenia pożaru, nie było to możliwe z uwagi na brak potrzebnych do tego przyrządów, tym bardziej, że w Sanoku nie istniała wówczas straż pożarna. Wobec tego akcja ratownicza była ograniczona do ewakuacji i wynoszenia rzeczy ruchomych. W palącym się klasztorze mieścił się wówczas C. K. Sąd Powiatowy oraz areszt, w związku z czym przebywający tam aresztowani zostali wypuszczeni. W dalszej kolejności ogień objął wykonaną z drewna dzwonnicę kościoła. Następnie pożar trawił południową pierzeję rynku i rozprzestrzeniał się w kierunku zachodnim, opanowując szkołę męską i docierając do rogu rynku, w którym mieściły się C. K. Urząd Podatkowy i C. K. Dyrekcja Skarbu. Potem płomienie trawiły zachodnią część rynku, w której istniały domy mieszkalne. W tym rejonie udało się ocalić magazyn tytoniowy zlokalizowany w budynku arsenału, jednak pożar idąc dalej, zwrócił się w stronę północną, w rejon łaźni miejskiej. Ponadto objął także wschodnią część rynku, dzielnicę żydowską po stronie północnej oraz dotarł do zabudowań przy placu św. Michała, leżącego nieopodal rynku w kierunku zachodnim. Został opanowany nieopodal realności Michała Słuszkiewicza i Drozda, po tym jak dokonano rozebrania dachów domów. Pożar trwał w nocy 9/10 maja 1872. Akcją gaśniczą kierował Ludwik Świerczyński, ówczesny sekretarz i kasjer urzędu miejskiego.
Zniszczeniu uległo 72 domów mieszkalnych, kościół i klasztor Franciszkanów, szkoła męska, szkoła żeńska. Spaleniu uległa połowa zabudowań przy rynku (ok. 30 domów). W pożarze spaleniu uległa prawie ⅓ część miasta. W tym czasie zabudowania były drewniane. Spaleniu uległy, mimo próby ewakuacji, akta i dokumenty z sądu oraz ww. urzędów. Płonęły także przedmioty wynoszone z budynków i ułożone na rynku oraz w uliczkach do niego prowadzących. Zdołano uratować kasę i zapasy marek stemplowych.

## Kolejne pożary
Drugi pożar wybuchł wkrótce po pierwszym, w dniu 22 maja 1872. Został wzniecony u mydlarza i objął dwie równoległe ulice, łącznie 40 domów. W jego wyniku zniszczeniu uległ dobytek ponad 100 rodzin. Tydzień po drugim pożarze wydarzył się kolejny, w którym w ogniu stanął jeden budynek otoczony ogrodem.

## Konsekwencje
Jeszcze w maju 1872 powstał komitet ku niesieniu pomocy pogorzelcom w Sanoku, którego przewodniczącym został były starosta sanocki Maksymilian Siemianowski, a skarbnikiem Antoni Hupka. Datki finansowe na jego fundusz przekazywali zarówno mieszkańcy Sanoka, jak i osobistości i instytucje galicyjskie. Urzędujący starosta sanocki Leon Studziński powołał komitet ratunkowy.
W czasie pożarów urząd burmistrza Sanoka sprawował Jan Okołowicz. Wobec bezradności władzy wykonawczej w mieście tj. zarządu gminy Sanoka starosta Studziński dokonał zawieszenia działalności tego organu. Decyzjami Namiestnictwa i starosty została rozwiązania Rada Miejska i mianowano komisarza. Jeszcze w 1872 przeprowadzono wybory nowej rady miejskiej. Dokonała ona wyboru nowego burmistrza miasta, którym został Cyryl Jaksa Ładyżyński.
Podczas drugiego z pożarów, wobec niemożności samodzielnego zahamowania ognia, została zawezwana telegrafem straż ogniowa z Przemyśla. Dotarła ona z opóźnieniem końmi drogą przez Birczę. Akcją kierował kapral Kretter wraz z czterema pompierami, wyposażeni w sikawkę i drabinki. Mimo że to wsparcie przybyło za późno, to okazało się użyteczne przy dogaszaniu zgliszcz.
Wnioskiem wysnutym z pożaru była konieczność posiadania przez miasto straży pożarnej, która mogłaby na czas zatrzymać pożar w zarodku. Do 1872 w razie pożaru w mieście byli angażowani czterej policjanci, wyposażeni w dwie przestarzałe sikawki, oraz kominiarz. Prowadzono prace nad odbudową miasta. Spalone budynki zostały wzniesione w formie murowanej, zaś jedynie strawioną dzielnicę żydowską odtworzono ponownie z drewnianego materiału. Zwracano uwagę, ażeby unikać pokrywania dachów budynku gontem i używać do tego celu ogniotrwałych materiałów.
Po pożarze planowano utworzyć straż ogniową. Decyzją Magistratu w Sanoku zatrudniony został ww. Kretter z Przemyśla, awansowany na sierżanta, który otrzymał zadanie reorganizacji obrony pożarnej i został pierwszym instruktorem pożarniczym w mieście. Skupił się on na organizacji urządzeń pożarniczych, zwiększeniu liczby policjantów zatrudnionych w roli pompierów oraz angażu ludzi młodszych. Zatrudniani policjanci byli obligowani do przeszkolenia gaśniczego. Funkcjonariusze policji miejskiej i straży pożarnej dokonywali kontroli „porządku ogniowego”.
W maju 1874 zostały pozyskane sikawki i przyrządy pożarnicze. Została wybudowana remiza, w której umieszczono beczkowozy i sikawki. Staraniem burmistrza Cyryla Ładyżyńskiego w 1874 zostało zawiązane Towarzystwo Ochotniczej Straży Pożarnej w Sanoku, które umocowane statutem ukonstytuowało się. Pierwszym naczelnikiem straży został adwokat dr Stanisław Biliński (wybór zatwierdzony 14 lipca 1874). Prezesem został komisarz skarbowy Marian Bałabański (w 1872 nadkomisarz w C. K. Powiatowej Dyrekcji Skarbu w Sanoku). W lipcu 1874 działało w Sanoku już 20 strażaków, umundurowanych i uzbrojonych oraz odbywających ćwiczenia dwa razy w tygodniu. Ich instruktorem częściowo pozostawał jeszcze Kretter, jednak właściwym instruktorem i nauczycielem gimnastyki był miejscowy nauczyciel Leopold Biega, podkomendant oddziału gimnastycznego, a późniejszy naczelnik straży.
Został spisany regulamin przeciwpożarowy, w myśl którego zabroniona była budowa domów drewnianych, krycia dachów słomą i gontem, nakazano wznoszenie kominów ponad dachy i ich udrażnianie. Decyzją Rady Miasta miejscowy inżynier miejski otrzymał zadanie opracowania regulacji ulic w taki sposób, aby ułatwione było prowadzenie akcji gaśniczej w razie pożaru (wyprostowania i poszerzenie do 12 m), a zniwelowane zostało zagrożenie transferu ognia przez budynki.
Po pożarze dokonano zasadniczej przebudowy kościoła Franciszkanów, a w konsekwencji świątynia utraciła barokowy styl. Prace trwały do 1886.